# Didymodon gymnus
Didymodon gymnus är en bladmossart som beskrevs av Brotherus 1902. Didymodon gymnus ingår i släktet lansmossor, och familjen Pottiaceae. Inga underarter finns listade i Catalogue of Life.